# (6359) Dubinin
(6359) Dubinin est un astéroïde de la ceinture principale.

## Description
(6359) Dubinin est un astéroïde de la ceinture principale. Il fut découvert le 13 janvier 1977 à Naoutchnyï par Nikolaï Tchernykh. Il présente une orbite caractérisée par un demi-grand axe de 3,21 UA, une excentricité de 0,10 et une inclinaison de 10,7° par rapport à l'écliptique.

## Compléments